# Roxburghshire

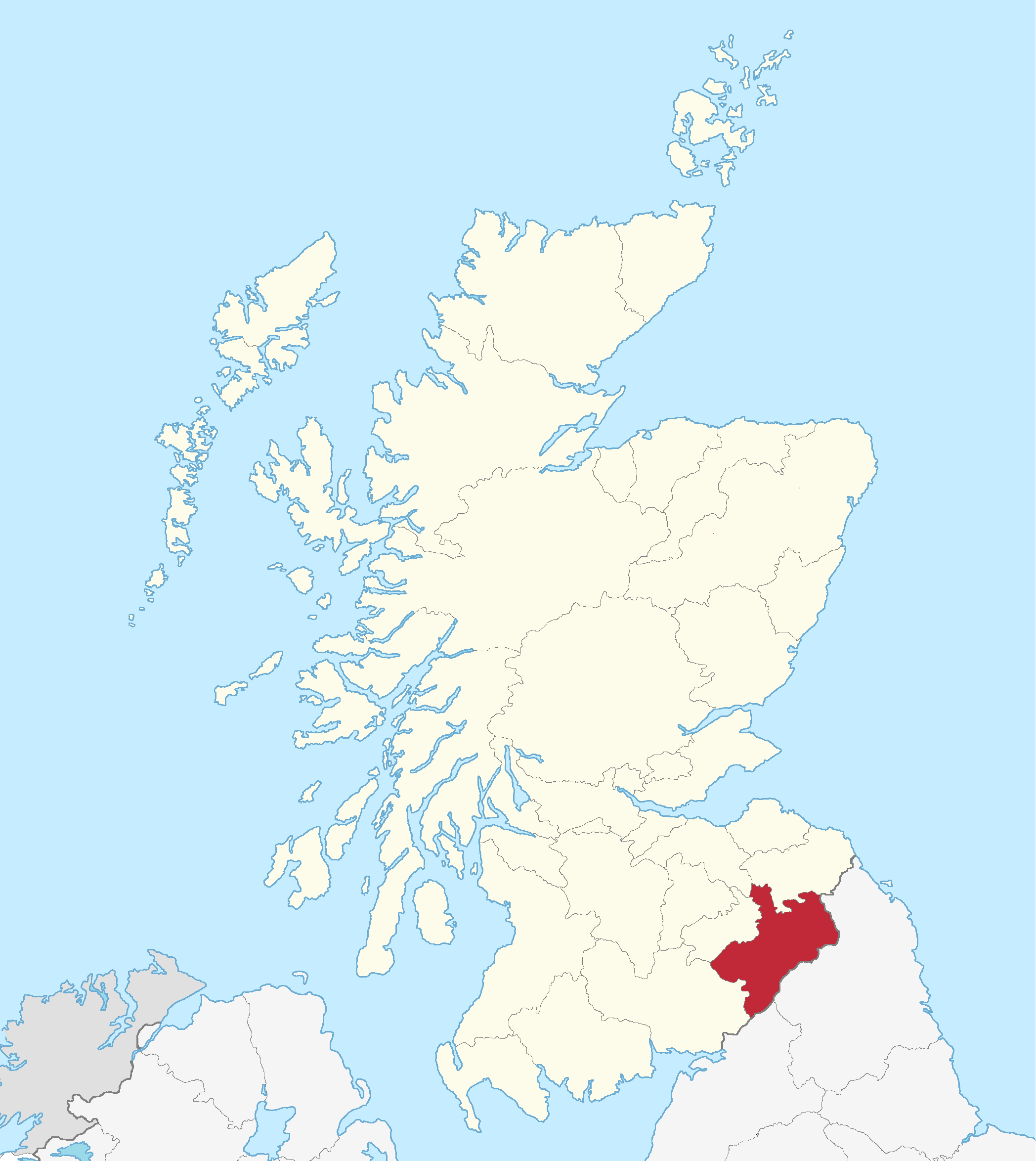
Localisation sur une carte de l'Écosse.

Roxburghshire (Siorrachd Rosbroig en gaélique écossais) était un comté d'Écosse. Il est bordé à l'ouest par le Dumfriesshire, au nord-ouest par le Selkirkshire et au nord par le Berwickshire. Au sud-est, il borde les comtés anglais de Cumbria et de Northumberland. Elle est incluse dans la région de lieutenance Roxburgh, Ettrick and Lauderdale.
Il porte le nom du burgh de Roxburgh.